# Varese Football Club 1989-1990
Questa voce raccoglie le informazioni riguardanti il Varese Football Club nelle competizioni ufficiali della stagione 1989-1990.

## Stagione
Nella stagione 1989-1990 il Varese ha disputato il girone B del campionato di Serie C2. Con 45 punti ha vinto il campionato ed è stato promosso in Serie C1.

## Rosa
| N. |                   | Ruolo | Calciatore         |
| -- | ----------------- | ----- | ------------------ |
|    | Italia (bandiera) | C     | Mauro Antonioli    |
|    | Italia (bandiera) | D     | Fabio Bonadei      |
|    | Italia (bandiera) | D     | Luigi Danova       |
|    | Italia (bandiera) | P     | Claudio Fadoni     |
|    | Italia (bandiera) | P     | Ettore Gandini     |
|    | Italia (bandiera) | C     | Gozzi              |
|    | Italia (bandiera) | C     | Alessandro Mazzola |
|    | Italia (bandiera) | A     | Gaetano Paolillo   |
|    | Italia (bandiera) | D     | Giuseppe Pedretti  |

| N. |                   | Ruolo | Calciatore        |
| -- | ----------------- | ----- | ----------------- |
|    | Italia (bandiera) | D     | Gianluca Pessotto |
|    | Italia (bandiera) | C     | Ramon             |
|    | Italia (bandiera) | C     | Ulisse Raza       |
|    | Italia (bandiera) | P     | Francesco Russo   |
|    | Italia (bandiera) | D     | Enrico Sala       |
|    | Italia (bandiera) | C     | Franco Salvadè    |
|    | Italia (bandiera) | D     | Sean Sogliano     |
|    | Italia (bandiera) | A     | Alessandro Tatti  |
|    | Italia (bandiera) | A     | Luigi Zerbio      |

## Risultati

### Serie C2

#### Girone di andata
| 17 settembre 1989 1ª giornata | Varese | 2 – 0 | Ravenna |  |

| 24 settembre 1989 2ª giornata | Palazzolo | 1 – 2 | Varese |  |

| 1º ottobre 1989 3ª giornata | Varese | 2 – 1 | Treviso |  |

| 8 ottobre 1989 4ª giornata | Virescit Bergamo | 1 – 2 | Varese |  |

| 15 ottobre 1989 5ª giornata | Varese | 1 – 0 | Legnano |  |

| 22 ottobre 1989 6ª giornata | Pergocrema | 0 – 0 | Varese |  |

| 29 ottobre 1989 7ª giornata | Varese | 0 – 0 | Juventus Domo |  |

| 5 novembre 1989 8ª giornata | Ospitaletto | 1 – 1 | Varese |  |

| 12 novembre 1989 9ª giornata | Varese | 3 – 2 | Valdagno |  |

| 19 novembre 1989 10ª giornata | Solbiatese | 0 – 0 | Varese |  |

| 26 novembre 1989 11ª giornata | SPAL | 3 – 1 | Varese |  |

| 3 dicembre 1989 12ª giornata | Varese | 0 – 0 | Suzzara |  |

| 10 dicembre 1989 13ª giornata | Pro Sesto | 2 – 1 | Varese |  |

| 17 dicembre 1989 14ª giornata | Varese | 1 – 2 | Centese |  |

| 30 dicembre 1989 15ª giornata | Sassuolo | 0 – 0 | Varese |  |

| 7 gennaio 1990 16ª giornata | Cittadella | 0 – 0 | Varese |  |

| 14 gennaio 1990 17ª giornata | Varese | 0 – 0 | Orceana |  |

#### Girone di ritorno
| 28 gennaio 1990 18ª giornata | Ravenna | 1 – 2 | Varese |  |

| 4 febbraio 1990 19ª giornata | Varese | 1 – 0 | Palazzolo |  |

| 11 febbraio 1990 20ª giornata | Treviso | 0 – 0 | Varese |  |

| 18 febbraio 1990 21ª giornata | Varese | 2 – 0 | Virescit Bergamo |  |

| 4 marzo 1990 22ª giornata | Legnano | 0 – 0 | Varese |  |

| 11 marzo 1990 23ª giornata | Varese | 2 – 1 | Pergocrema |  |

| 18 marzo 1990 24ª giornata | Juventus Domo | 0 – 2 | Varese |  |

| 25 marzo 1990 25ª giornata | Varese | 2 – 0 | Ospitaletto |  |

| 1º aprile 1990 26ª giornata | Valdagno | 1 – 1 | Varese |  |

| 8 aprile 1990 27ª giornata | Varese | 0 – 1 | Solbiatese |  |

| 14 aprile 1990 28ª giornata | Varese | 0 – 0 | SPAL |  |

| 29 aprile 1990 29ª giornata | Suzzara | 0 – 0 | Varese |  |

| 6 maggio 1990 30ª giornata | Varese | 0 – 0 | Pro Sesto |  |

| 13 maggio 1990 31ª giornata | Centese | 0 – 1 | Varese |  |

| 20 maggio 1990 32ª giornata | Varese | 0 – 0 | Sassuolo |  |

| 27 maggio 1990 33ª giornata | Varese | 1 – 0 | Cittadella |  |

| 3 giugno 1990 34ª giornata | Orceana | 0 – 3 | Varese |  |